# Marquesat d'Oró
El marquesat d'Oró és un títol nobiliari espanyol amb el rang de marquès. Fou atorgat el 23 de juny de 2003 pel rei Joan Carles I d'Espanya en favor del bioquímic i catedràtic d'universitat català Joan Oró i Florensa per motiu de la seua distingida contribució científica en la recerca sobre l'origen de la vida.
Rebut un any abans que morís, la denominació d'aquesta distinció pren el seu cognom patern, que és pel qual fou principalment conegut Oró i Florensa al llarg de la seva trajectòria acadèmica. Un cop finat l'any 2004, el títol fou heredat per la seua filla Maria Elena Oró Forteza, que n'és la titular actual i la Presidenta d'Honor de la Fundació Joan Oró. L'heràldica de l'escut nobiliari és el següent:
«Partit: primer d'or, un turó de sinople movent de la punta; segon d'atzur, diagrama estructural de la molècula d'adenina, amb els 5 àtoms d'hidrogen, els 5 de nitrogen i els 5 de carboni, de plata, i els enllaços atòmics de sabre; el cap general de gules, amb un sol d'or envoltat de 4 estrelles d'argent.»
L'expert en heràldica catalana Armand de Fluvià i Escorsa, que en certificà el blasonament, destacà que els cossos estel·lars fan referència a la relació del bioquímic amb la NASA, atès que en fou assessor en el programa Apollo i en el Viking. També hi valorà la importància de la molècula d'adenina (o 6-aminopurina), per raó d'haver-ne estat el responsable de la seua síntesi química a partir de l'àcid cianhídric l'any 1959.